# Piloten-Report
Ein Piloten-Report (PIREP; vollständig: pilot weather report) beinhaltet von Piloten beobachtete, unerwartete Wettererscheinungen, welche über die Flugsicherung an den Flugwetterdienst gemeldet werden. PIREPS werden – der Aktualität wegen – meistens über Funk mitgeteilt, können aber auch schriftlich verfasst sein.
Piloten sind angehalten, unerwartete Wetterbedingungen zu melden, so dass andere Flugzeugführer von deren Beobachtungen profitieren können. Dabei sollen folgende Informationen gemeldet werden:
- Uhrzeit der Beobachtung
- Position der Beobachtung (z. B. 10 nautic miles northeast of Munich)
- Wolkenuntergrenze oder -obergrenze
- Flugsicht
- Vereisungsbedingungen
- Windscherungen und Turbulenzen
- (evtl. Birdtam = Vogelschlagrisiko)

PIREPS sollen in einem standardisierten Format abgefasst werden, damit die weitere Bearbeitung problemfrei möglich ist und Umrechnungen nicht notwendig werden. Alle Höhen sind in hunderten Fuß bezogen auf MSL anzugeben. PIREPS bestehen aus verschiedenen Einzelmeldungen. Sie sollten möglichst vollständig sein. Um der Aktualität Willen ist das aber nicht zwingend vorgeschrieben.